# Американска сврака
Американската сврака, още черноклюна сврака (Pica hudsonia), е вид птица от семейство Вранови (Corvidae).

## Разпространение
Видът е разпространен в западната половина на Северна Америка, от Колорадо до южното крайбрежие на Аляска, до централните части на Орегон, Северна Калифорния, северните части на Невада, Аризона и Ню Мексико, както и до централните части на Канзас и Небраска.